# Sunil Khilnani
Sunil Khilnani (* 1960 in New Delhi) ist ein indischer Politikwissenschaftler, der in London arbeitet.

## Leben
Sunil Khilnani studierte in Cambridge am Trinity Hall und wurde am King’s College promoviert. Danach lehrte er am Birkbeck College, University of London. Er war von 2001 bis 2011 „Starr Foundation Professor“ an der Paul H. Nitze School of Advanced International Studies  der Johns Hopkins University und dort seit 2002 Direktor der Südasien-Studien.
Khilnani war Fellow an verschiedenen Instituten, so am Wissenschaftskolleg zu Berlin. Im Jahr 2010 war er Fellow der American Academy in Berlin.
Seit 2011 ist er Professor für Politikwissenschaften am King’s College London und dort Direktor des „India Institute“.
Er ist Mitherausgeber bei internationalen Zeitschriften, so „Economy and Society“, „Critique Internationale“ und „Political Quarterly“. 2005 wurde er mit dem Pravasi Bharatiya Samman ausgezeichnet.
Er ist mit der Autorin Katherine Boo verheiratet.

## Schriften (Auswahl)
- Incarnations: A History of India in Fifty Lives. Farrar, Straus & Giroux, New York 2016, ISBN 978-0-374-17549-8.
- mit Vikram Raghavan, Arun K. Thiruvengadam (Hrsg.): Comparative constitutionalism in South Asia. Oxford University Press, New Delhi 2013.
- mit Sudipta Kavirajm (Hrsg.): Civil Society: History and Possibilities. Cambridge University Press.
- The Idea of India. Macmillan, 1999.
- Arguing Revolution: The Intellectual Left in Postwar France. Yale University Press, 1993
  - Revolutionsdonner : die französische Linke nach 1945. Aus dem Engl. von Martin Suhr. Hamburg : Rotbuch-Verlag, 1995.